# 塚本颯来
塚本 颯来（つかもと そら、2001年11月7日 - ）は、日本のタレント。元スターダストプロモーション所属。元みにちあ☆ベアーズ、元3Bjunior、元はちみつロケットのメンバー。信州58町村収穫祭大使。

## 略歴
2009年、小学1年生の時にスカウトされスターダストプロモーションに所属。
2010年春、スターダストプロモーションの小中学生女子ジュニアアイドルチアグループである「みにちあ☆ベアーズ」に加入。
2012年3月、日本マクドナルド株式会社ハッピーセット「ビートスター♪」CM出演。
2013年10月、tofubeats×森高千里“Don't Stop The Music”PV出演（森高千里役）。
2014年3月9日、みにちあ☆ベアーズ解散。
11月7日、3B Jr.オフィシャルブログ開始。
11月24日、ももいろクローバーZのライブである「女祭り2014 〜Ristorante da MCZ」のライブビューイング「女祭り2014 メンズ限定非公式のぞき見大会『サンクチュアリ』」で、はちみつロケットメンバーとして初出演。
2015年1月8日、スターダストプロモーション芸能3部による、『ふじいとヨメの7日間戦争』にて、3B junior初となる単独公演『俺の3B junior in 日本青年館（スタート）』に出演。
2015年1月25日、3B junior初の冠番組「3B junior の星くず商事」（BS朝日）にレギュラーとして出演開始。
11月14日、3B junior 第12回定例公演　第1部「季節外れのハロウィーンパーティー」にてドラえもんに仮装、第２部のお誕生日会で大原櫻子「瞳」披露
2016年4月23日、はちみつロケットライブ＠秋葉原UDXシアターvol.7 にて『一瞬だけでもあの子に！！なりきりぐるぐるぐるぐるチェンジ！』監督：塚本颯来。
5月14日、3B junior セカンドツアー2016「関東平野」＠アリオ蘇我にて森青葉怒り棒グラフ と共に塚本颯来脳内円グラフ披露。
7月9日、浦TIF2016前夜祭 TOKYO IDOL LIVE Vol.25（場所：渋谷区・恵比寿CreAto）にて初のショートカット披露。冒頭に鹿の被り物で登場後観客を驚かせた。それまでは長髪ツインテール若しくはポニーテールがトレードマークだった。
2017年8月5日、ももいろクローバーZ「ももクロ夏のバカ騒ぎ2017」（場所：調布市・味の素スタジアム）のヤジスタで開催された「しがこうげんアイドルフェスティバル（SIF）」「第1回アイドルヤングライオン杯」にはちみつロケットとして出演。全19組中、準優勝の成績を収める。
10月30日、3B junior第20回定例公演2部「ハロウィーンパーティー」にて黒猫に仮装。
11月23日、3B junior第21回定例公演（場所：足立区・シアター1010）2部 塚本颯来、市川優月お誕生日会にてmiwa「Don't cry anymore」披露。
2018年2月4日、3B junior「やるっきゃないっショー」＜2部＞「黄色水色歌合戦〜はちロケ(今度こそ)最後の大試練~」にて3Bjuniorより無期限武者修行へ。
10月27日、白夜書房BSホール「はちみつロケット“ハロウィン”イベント〜おかしなわたしとハロウィンのきみ〜」交流会一部にて、とんすけの仮装披露、カラオケにてSHISHAMO「明日も」披露。
11月3日、母体グループの3B juniorの活動終了、以降はちみつロケット単独所属として活動。
2019年9月23日および2020年1月27日、インターネットラジオ局BSCラジオの『music marché』にゲスト出演。
2020年3月19日、はちみつロケット解散に伴い、アイドル終了宣言。同年4月26日、配信によるはちみつロケットラストライブ。
7月21日、信州58町村収穫祭大使就任。
12月6日 - 日テレらんらんホールはちみつロケット解散ライブ。
2021年11月、長野米「風さやか」ナビゲーター就任。
2025年3月31日、スターダストプロモーションを退社。

## 人物
- ニックネームはそらちゃん[14]、そら[15]、そららん[16]
- 名前の由来「生まれた日の空がきれいだったから」[17]
- 以下記載事項は、はちみつロケット在籍時
- キャッチフレーズは「自称みんなの妹」[注 6]
- 自己紹介 「ソーファミソファミレ (ソーファミソファミレ)　ドレミファそーらがやってきたー」[18][出典無効]
- 好きな色は黄色[17]
- 好きなアイドルは事務所の先輩、ももいろクローバーZ。推しは玉井詩織

## 出演

### ミュージックビデオ
- tofubeats「Don't Stop The Music feat.森高千里」[19]（2013年）

### CM
- 日本マクドナルド、ハッピーセット ビートスター編（2012年3月）
- JA全農長野「長野米」（2020年）[11]

### 映画
- メタルカ（2014年、脚本・監督：内田英治）

### テレビドラマ
- 何かおかしい 第4話（2022年6月22日、テレビ東京） - 峯岸夏南 役

### テレビ番組
- 3B juniorの星くず商事（2015年、BS朝日）
- 清塚信也のガチンコ3B junior #2・#4・#5・#10・#13・#18（2016 - 2017年、フジテレビNEXT）
- Takanori Music Revolution #2（2016年、フジテレビNEXT）
- 清塚信也のガチンコスターダストプラネット #25（2018年、フジテレビNEXT）
- コアラモード.小幡康裕のガチンコスターダストプラネット #35 #46 #50 #51（2018 - 2021年、フジテレビNEXT）

### インターネットメディア
- はちみつロケットOfficial Channel（Youtube）
- はちロケTV（USTREAM）
- SANBEETV（USTREAM）
- 川上アキラの人のふんどしでひとりふんどし #37・#91（テレ朝動画、旧LoGIRL）
- HUSTLE PRESS おっかけ!3B junior 塚本颯来（2016年8月28日）
- HUSTLE PRESS おっかけ!3B junior 塚本颯来（2017年4月2日）
- HUSTLE PRESS おっかけ!3B junior 塚本颯来（2018年3月23日）
- 風さやかちゃんねる

### ライブ・イベント
- TOKYO IDOL FESTIVAL 2010（2010年8月7-8日、品川プリンスホテル）みにちあ☆ベアーズとして出演
- TOKYO IDOL FESTIVAL 2011（2011年8月27-28日、お台場・青海周辺エリア）みにちあ☆ベアーズとして出演
- TOKYO IDOL FESTIVAL 2012（2012年8月4-5日、お台場・青海周辺エリア）みにちあ☆ベアーズとして出演
- TOKYO IDOL FESTIVAL 2013（2013年7月27-28日、お台場・青海周辺エリア）みにちあ☆ベアーズとして出演
- 俺の藤井2014（2014年1月4日、グリーンドーム前橋）みにちあ☆ベアーズ、チームホタルイカの各メンバーとして出演
- ももクロ夏のバカ騒ぎ2014 日産スタジアム大会〜桃神祭〜（2014年7月26-27日、横浜国際総合競技場）他の3B juniorメンバーとともに、バックダンサーとして出演
- ももいろクローバーZ「女祭り2014 〜Ristorante da MCZ〜」のライブビューイング「女祭り2014 メンズ限定非公式のぞき見大会『サンクチュアリ』」（2014年11月24日）はちみつロケットメンバーとして初出演
- 『ふじいとヨメの7日間戦争』俺の3B junior in 日本青年館（スタート）（2015年1月8日）
- 3B junior第1回定例公演（2015年4月25日）
- ももいろクローバーZ桃神祭2015事前物販（2015年7月26日、幕張メッセ）特設ステージに3B juniorとして出演
- 「ももいろクローバーZ桃神祭2015」（2015年7月31-8月1日、エコパスタジアム）AGOフェス（特設ステージ）に、3B juniorとして出演
- GIRLS' FACTORY 15 Day2（2015年8月4日、国立代々木競技場第一体育館）3B junior・はちみつロケットとして出演（フジテレビNEXT）
- 3B junior単独ホールコンサート『3B junior 浅草大歌謡ショー』（2015年8月14日）
- 3B junior季節はずれのX'mas party『のんびりサンタさんがやってきた』（2015年12月27日）
- スターダストプロモーション芸能3部「俺の藤井 2016 in さいたまスーパーアリーナ〜Tynamite!!〜」（2016年1月8-9日、さいたまスーパーアリーナ）3B juniorとして出演
- GIRLS' FACTORY 16（2016年8月1日、国立代々木競技場第一体育館）DAY3前座として清塚信也のガチンコ3B junior公開収録および3B juniorとして参加（フジテレビNEXT）
- TOKYO IDOL FESTIVAL 2016（2016年8月5-7日、お台場・青海周辺エリア）3B junior・はちみつロケットとして、みにちあ☆ベアーズ解散後3年振りに出演
- AYAKA-NATION 2016 in 横浜アリーナ（2016年9月19日）佐々木彩夏のバックダンサーとして3B junior選抜出演[20]
- @JAM×ナタリー EXPO 2016（2016年9月24-25日、幕張メッセ）3B junior・はちみつロケットとして出演
- スターダストプロモーション芸能3部「俺のネクストガール2017〜もちろん藤井〜」（2017年1月7-8日、Club eX）はちみつロケットとして出演
- ZIP! 春フェス2017（2017年3月29日、TOKYO DOME CITY HALL）チームしゃちほこのバックダンサーとして3B junior選抜出演
- ももクロ春の一大事2017 in 富士見市 〜笑顔のチカラ つなげるオモイ〜の「てまきパーク」てまきステージFIF2017（2017年4月8-9日、富士見市立東中学校 校庭）3B junior・はちみつロケットとして出演
- アイドル横丁夏まつり!!〜2017〜DAY2（2017年7月9日、横浜赤レンガパーク）3B junior・はちみつロケットとして出演
- GIRLS' FACTORY NEXT DAY1（2017年7月14日、Zepp Tokyo）3B junior・はちみつロケットとして出演
- SEKIGAHARA IDOL WARS 2017〜関ケ原唄姫合戦〜DAY1（2017年7月22日、岐阜県不破郡関ケ原町・桃配運動公園）3B juniorとして出演
- TOKYO IDOL FESTIVAL 2017（2017年8月4日、お台場・青海周辺エリア）3B juniorとして出演
- ももクロ夏のバカ騒ぎ2017 -FIVE THE COLOR Road to 2020- 味の素スタジアム大会（2017年8月5-6日、味の素スタジアム）
  - 5日：ヤジスタ「しがこうげんアイドルフェスティバル（SIF）」「第1回アイドルヤングライオン杯」にはちみつロケットとして出演
  - 6日：ヤジスタ「しがこうげんアイドルフェスティバル（SIF）」のオープニングアクトに、3B juniorとして出演
- THE ODAIBA マイナビステージ（2018年8月19日）フジテレビアナウンサー佐々木恭子とカラオケバトル、「三日月」絢香を歌唱し勝利
- 「はちみつロケット“ハロウィン”イベント〜おかしなわたしとハロウィンのきみ〜」交流会（2018年10月27日、白夜書房BSホール）
- 塚本颯来17歳生誕祭（2018年11月7日、吉祥寺ClubSEATA）「奏」雨宮天・「JOKER」山本彩 カヴァー[21]
- H.R.ADVENTURE 〜はちロケ春の大冒険！（2019年4月6日、Zepp Tokyo）
- 塚本颯来18歳生誕祭（2019年11月2日、ららぽーと新三郷）「だってアタシのヒーロー。」LiSA カヴァー
- スタプラアイドルフェスティバル[22]（2020年1月19日）はちみつロケットとして出演
- 配信によるはちみつロケットラストライブ（2020年4月26日）
- はちみつロケット解散ライブ（2020年12月6日、日テレらんらんホール）

### 舞台
- 朗読劇『マッチングアプリ:アップルボム(仮)』（2023年7月26日-30日、シアターサンモール）- めかぶ
- メイホリックシアター15 舞台「マジでトキメけ☆少女たち!!〜ホシのミライ〜」（2023年11月8日 - 12日、CBGKシブゲキ!!） - 明石家あじ[23]
- 朗読劇『シアター 』再演（2024年5月15日 -26日、シアター風姿花伝） - 浅井順子 役、しおり 役

## 書籍
- 『SCHOOL GIRLS BOOK 2015 capital side』（東京ニュース通信社、2015年）ISBN 978-4-86336-502-5
- 『3B junior 原色図鑑』
  - 2017 MAY 塚本颯来&大平ひかる（HUSTLE PRESS）
  - 2018 FEBRUARY 栗本柚希＆塚本颯来（HUSTLE PRESS）